# Plectranthias xanthomaculatus
Plectranthias xanthomaculatus là một loài cá biển thuộc chi Plectranthias trong họ Cá mú. Loài này được mô tả lần đầu tiên vào năm 2011. Danh pháp khoa học của loài cá này, xanthomaculatus, ám chỉ các đốm vàng trên khắp cơ thể của chúng.

## Phân bố và môi trường sống
P. xanthomaculatus có phạm vi phân bố nhỏ hẹp ở vùng biển Tây Thái Bình Dương. P. xanthomaculatus và Plectranthias elongatus đều được mô tả từ các mẫu vật duy nhất của chúng, được thu thập ở phía tây nam đảo Đài Loan, dưới độ sâu được ghi nhận trong khoảng từ 200 đến 243 m.

## Mô tả
Mẫu vật duy nhất dùng để mô tả P. xanthomaculatus có chiều dài cơ thể đo được gần 6 cm. Cơ thể có màu hồng đậm với 2 hàng đốm lớn màu vàng trải dài khắp thân. Đầu màu hồng đậm với 3 dải sọc màu vàng tỏa ra từ sau mắt; mõm và cằm chủ yếu có màu vàng. Mống mắt chủ yếu là màu đen với một vòng màu vàng ở trong, viền quanh con ngươi. Gai của vây lưng có màu vàng và màng vây có màu hồng, ngoại trừ 2 đốm lớn màu vàng tươi lan rộng xuống thân, phần vây mềm màu vàng; vây hậu môn, vây đuôi và vây bụng màu vàng; vây ngực trong suốt với các tia vây màu cam.
Số gai ở vây lưng: 10; Số tia vây mềm ở vây lưng: 14; Số gai ở vây hậu môn: 3; Số tia vây mềm ở vây hậu môn: 7; Số gai ở vây bụng: 1; Số tia vây mềm ở vây bụng: 5; Số tia vây mềm ở vây ngực: 15; Số đốt sống: 26.